# Wilfried Erbguth
Wilfried Erbguth (* 4. Mai 1949 in Rostock) ist ein deutscher Rechtswissenschaftler.
Erbguth studierte Rechtswissenschaft an der Universität Münster. Nach seiner Promotion 1975 war er bis 1978 Richter am Verwaltungsgericht Münster und nahm ab 1978 eine Lehrtätigkeit an der Fachhochschule für öffentliche Verwaltung Nordrhein-Westfalen wahr. Nach seiner Habilitation 1985 folgten verschiedene Lehrstuhlvertretungen. Von 1989 bis 1992 war er Professor an der Ruhr-Universität Bochum. Von 1992 bis zu seiner Emeritierung 2014 war er Professor an der Universität Rostock am Lehrstuhl für Öffentliches Recht unter besonderer Berücksichtigung des Verwaltungsrechts. Ab 1995 war er zudem Mitglied des Deutschen Rates für Landespflege.
Seine Forschungsschwerpunkte sind Verfassungsrecht, Allgemeines Verwaltungsrecht, Baurecht, Planungsrecht, Umweltrecht, Europarecht und Völkerrecht.
Erbguth ist bzw. war Mitherausgeber der Zeitschriften „NordÖR“, „Natur und Recht“ und der „Zeitschrift für Angewandte Umweltforschung“. Während seiner bis Ende 2017 währenden Tätigkeit als Geschäftsführender Direktor des Ostseeinstituts für Seerecht und Umweltrecht war er auch Herausgeber der „Rostocker Schriften zum Seerecht und Umweltrecht“, Mitglied im wissenschaftlichen Beirat des Umweltministers Mecklenburg-Vorpommern und Mitglied in der „Beratungsgruppe See“ der Schleswig-Holsteinischen Landesregierung.

## Werk (Auswahl)
- Probleme des geltenden Landesplanungsrechts. Ein Rechtsvergleich. Dissertation. Münster 1975.
- Rechtssystematische Grundfragen des Umweltrechts. (= Schriften zum Umweltrecht. Band 7). Habilitationsschrift. Duncker & Humblot, Berlin 1987, ISBN 3-428-06340-6.
- mit Jörg Wagner: Grundzüge des öffentlichen Baurechts. 4. Auflage. Beck, München 2005, ISBN 3-406-51422-7.
- mit Peter J. Tettinger: Besonderes Verwaltungsrecht. 8. Auflage. Müller, Heidelberg 2005, ISBN 3-8114-7344-1.
- mit Alexander Schink: Gesetz über die Umweltverträglichkeitsprüfung. Kommentar. 2. Auflage. Beck, München 1996, ISBN 3-406-34773-8.
- Allgemeines Verwaltungsrecht mit Verwaltungsprozess- und Staatshaftungsrecht. 8. Auflage. Nomos, Baden-Baden 2016, ISBN 978-3-8487-2577-9.
- mit Sabine Schlacke: Umweltrecht. 6. Auflage. Nomos, Baden-Baden 2016, ISBN 978-3-8487-2885-5.